# 教会図書館

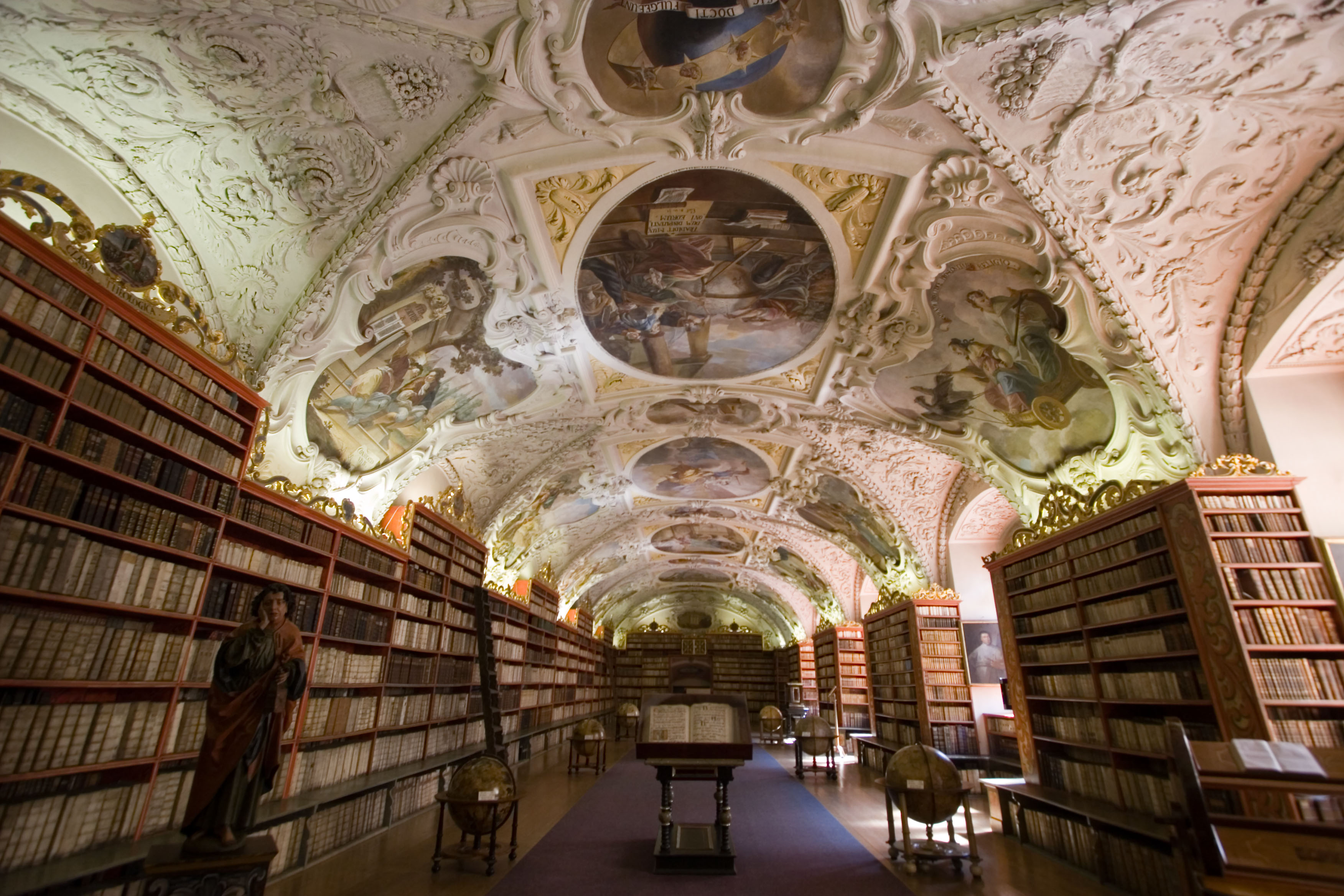
中世の神学校の図書館。チェコ プラハ ストラホフ修道院

教会図書館（きょうかいとしょかん）の意味は2つある。1つは文字通り教会内に設置された図書館、もう1つは教会学校・神学校内に設置された図書館である。似た言葉に教区図書館というものがある。
教会内に設置される図書館は教会利用者を対象にしており、ボランティアが運営するケースが一般的である。開館日は、日曜日などの礼拝日に設定され、宗教書等の貸出によって、宗教に対する信者の理解を深めることを目的とするが、娯楽に供する図書を扱うなど、ある種、公共図書館としての機能も備え持つ。

## 歴史
歴史として中世西ヨーロッパ、近世西ヨーロッパにおいては図書館サービスの中心になった図書館である。本の多くは羊皮紙である。さらに鎖につながれていた。これは本が貴重であることを示している。したがって基本は閉架式図書館である。聖アウグスティヌス会や聖ベネディクト会の修道院図書館が特に有名である。修道院では「祈り、働け」のスローガンのもと、写本作りが義務化していたからである。修道院付属学校や司教座聖堂付属学校はやがて職能教育が行われるようになり、大学の母体になっていく。中世西欧における大学は神学と図書館と修道院がセットになっていく。中世期における修道院図書館や教会図書館は蔵書冊数は本が貴重であったこともあり、500冊程度であったとも言われている。修道院図書館は近世期に宗教改革と絶対王政の進行により、修道院とともに衰退するが、現在でも現存し、教会や修道院にとって無くてはならないものになっている。

## 現状
現在の教会図書館はよほど大きな教会でない限り「書籍コーナー」はあれど、図書館や図書室は無い状況である。教会図書館がある場合は教会内に聖書、関係書籍、賛歌などが置かれているといった形である。神学校図書館などは規模は短大図書館並みの規模を誇るのが普通である。神学校にはなくてはならないものである。